# サムソン (ベトナム)
サムソン (ベトナム語：Sầm Sơn / 岑山) は、ベトナム北部のタインホア省の都市。面積は44.94km2、2017年の人口は150,902人。

## 行政区分
以下の8坊3社から構成される。
- バクソン坊（Bắc Sơn / 北山）
- クアンティエン坊（Quảng Tiến / 廣進）
- チュンソン坊（Trung Sơn / 中山）
- チュオンソン坊（Trường Sơn / 長山）
- クアンチャウ坊（Quảng Châu / 廣洲）
- クアンクー坊（Quảng Cư / 廣居）
- クアントー坊（Quảng Thọ / 廣壽）
- クアンヴィン坊（Quảng Vinh / 廣榮）
- クアンダイ社（Quảng Đại / 廣大）
- クアンフン社（Quảng Hùng / 廣雄）
- クアンミン社（Quảng Minh / 廣明）